# Ponapella
Ponapella là một chi minute ốc có nắp, là động vật chân bụng sống dưới nước động vật thân mềm trong họ Assimineidae.
Nó gồm các loài:
- Ponapella pihapiha